# Bettina Campbell

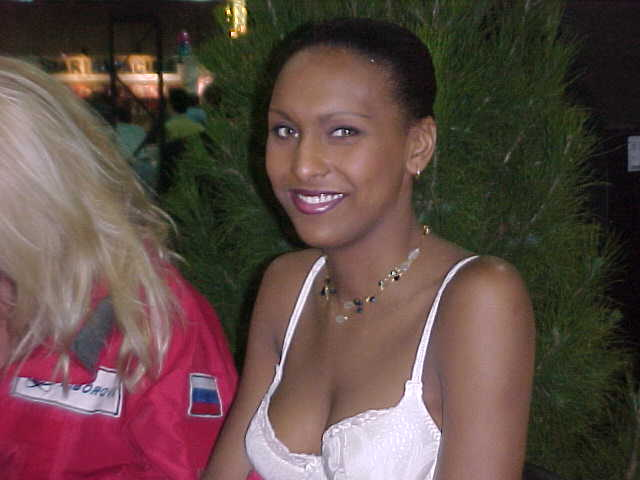
Bettina Campbell (1999)

Bettina Campbell, auch Bettina Campell oder Bettina, eigentlich Elizabeth Jongkind (* 25. Mai 1974 in Lelydorp, Surinam), ist eine niederländische Pornodarstellerin der 1990er Jahre.

## Leben
Als sie zwei Jahre alt war, zog ihre Familie nach Arnhem in den Niederlanden, wo sie Staatsangehörige der Niederlande wurde. Sie besuchte dort die Handelsschule und schloss eine Lehre zur Hotelkauffrau ab. Danach arbeitete sie für ein Finanzinstitut. Durch einen Bekannten kam Campell nach Paris, wo sie Pierre Woodman, damals noch bei der Private Media Group, kennenlernte. Sie begann ihre Karriere im Jahr 1996 und drehte dann in den folgenden Jahren rund zehn Filme. In Zusammenarbeit mit dem amerikanischen Hustler ging sie später als Tänzerin auf Tournee, darunter nach Amerika, Spanien, Südafrika, Frankreich und Deutschland.
Campell spricht vier Sprachen: Niederländisch, Englisch, Französisch und Deutsch. Neben ihrem Haus in den Niederlanden besitzt sie ein zweites in Paris. Campell wurde im Jahr 2000 bei der Verleihung des Venus Award mehrfach ausgezeichnet. Sie hat in ca. 35 Filmen gespielt, überwiegend in Produktionen der Private Media Group. Im Jahr 2003 hatte sie einen Auftritt in der Fernsehsendung Wa(h)re Liebe.

## Auszeichnungen
- 2000: Venus Award „Beste Darstellerin Europa“
- 2000: Venus Award „Bester Darstellerin International“
- 2000: European-X-Festival in Brüssel: „Best Hardcore Actrice Starlet“

## Filme (Auswahl)
- The Uranus Experiment 1, 2, 3 (1999) mit Silvia Saint und Wanda Curtis
- Divina – Der Weg zum Ruhm (2002) von Mario Salieri
- The Private Life of Bettina (2002)
- Mafia Princess (2003) von Antonio Adamo
- Cleopatra II: The Legend of Eros (2004)